# 卢山 (1971年)
卢山（1971年1月—），男，北京人，中华人民共和国外交官，曾任中华人民共和国驻布基纳法索特命全权大使。

## 生平
卢山毕业于北京外国语大学。1995年，进入中华人民共和国外交部工作，曾任驻塞尔维亚大使馆参赞。2017年，任外交部欧洲司参赞。2019年，任外交部欧洲司副司长，后兼任中国－中东欧国家合作秘书处副秘书长。2022年5月，出任中华人民共和国驻布基纳法索大使。2025年6月，自驻布基纳法索大使离任。